# Opération Homecoming

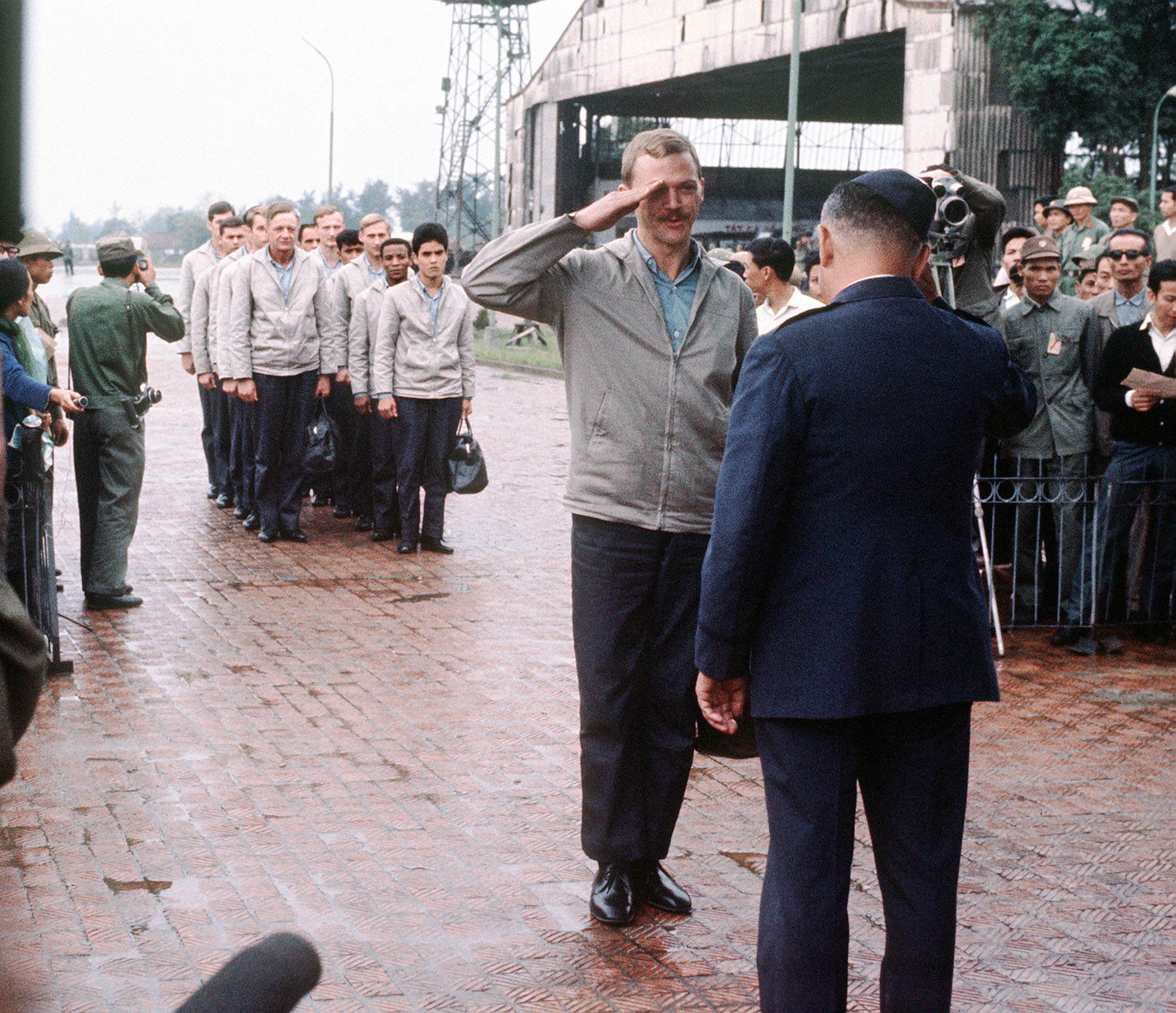
Le capitaine Robert Parsels de l'United States Air Force à l'aéroport de Gia Lâm, rapatrié au cours de l'opération Homecoming.

L'opération Homecoming (« retour à la maison ») est le retour de 591 prisonniers de guerre américains détenus par la République démocratique du Viêt Nam (Nord-Viêt Nam) à la suite des accords de paix de Paris mettant fin à l'engagement américain dans la guerre du Viêt Nam.
La photographie Burst of Joy, prise le 17 mars 1973 par Slava « Sal » Veder, photographe d'Associated Press, sur la base aérienne Travis en Californie et montrant le retour de Robert L. Stirm accueilli par sa famille après cinq ans de captivité, en est venue à symboliser la fin de cet engagement.